# Computador transistorizado

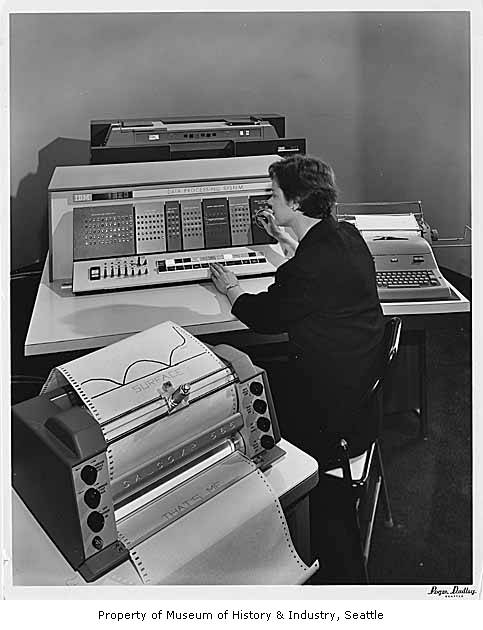
IBM 1620

Um computador transistorizado, agora frequentemente chamado de computador de segunda geração, é um computador que usa transistores discretos em vez de tubos de vácuo. A primeira geração de computadores eletrônicos usava tubos de vácuo, que geravam grandes quantidades de calor, eram volumosos e não confiáveis. Um computador de segunda geração, no final dos anos 1950 e 1960, apresentava placas de circuito preenchidas com transistores individuais e memória de núcleo magnético. Essas máquinas continuaram sendo o design principal até o final da década de 1960, quando os circuitos integrados começaram a aparecer e deram origem ao computador de terceira geração.

## História
O Transistor Computer experimental da Universidade de Manchester, no Reino Unido, entrou em operação pela primeira vez em novembro de 1953 e é amplamente considerado o primeiro computador transistor a entrar em operação em qualquer lugar do mundo. Havia duas versões do Transistor Computer, o protótipo, operacional em 1953, e a versão em tamanho real, encomendada em abril de 1955. A máquina de 1953 tinha 92 transistores de contato pontual e 550 diodos, fabricados pela STC. Tinha uma palavra de máquina de 48 bits. A máquina de 1955 tinha um total de 200 transistores de contato pontual e 1.300 diodos pontuais, o que resultou em um consumo de energia de 150 watts. Houve problemas consideráveis de confiabilidade com os primeiros lotes de transistores e a média de execução sem erros em 1955 foi de apenas 1,5 horas. O Transistor Computer também usava um pequeno número de válvulas em seu gerador de clock, portanto não foi a primeira máquina totalmente transistorizada.
O projeto de um computador transistorizado de tamanho real foi posteriormente adotado pela empresa Metropolitan-Vickers de Manchester, que mudou todos os circuitos para usar transistores de junção mais confiáveis. A versão de produção era conhecida como Metrovick 950 e foi construída a partir de 1956 com seis ou sete máquinas, que foram "utilizadas comercialmente dentro da empresa" ou "principalmente para uso interno".